# 汤姆·邦迪
托马斯·克拉克·邦迪（英語：Thomas Clark Bundy，1881年10月8日—1945年10月13日），美国男子网球运动员。他曾获得1912年、1913年和1914年美国网球公开赛男子双打冠军。